# Hypena divisalis
Hypena divisalis là một loài bướm đêm trong họ Erebidae.